# Лами (Њу Мексико)
Лами (енгл. Lamy) насељено је место без административног статуса у америчкој савезној држави Њу Мексико.

## Демографија
По попису из 2010. године број становника је 218, што је 81 (59,1%) становника више него 2000. године.
| Група             | 2000.      | 2010.       |
| Белци             | 73 (53,3%) | 154 (70,6%) |
| Афроамериканци    | 0 (0,0%)   | 0 (0,0%)    |
| Азијати           | 0 (0,0%)   | 3 (1,4%)    |
| Хиспаноамериканци | 61 (44,5%) | 55 (25,2%)  |
| Укупно            | 137        | 218         |